# Jack Beaumont
Jack Robert A. Beaumont (Maidenhead, 21 novembre 1993) è un ex canottiere britannico, vice-campione olimpico nel quattro di coppia a Tokyo 2020.

## Biografia
È figlio di Peter Beaumont, anche lui canottiere di cartura internazionale.
Agli europei di Poznań 2015 ha guadagnato il bronzo nel quattro di coppia, assieme a Sam Townsend, Graeme Thomas e Peter Lambert.
Ha rappresentato la Gran Bretagna ai Giochi olimpici estivi di Rio de Janeiro 2016, classificandosi 5º nel quattro di coppia con Sam Townsend, Angus Groom e Peter Lambert.
Ai mondiali di Sarasota 2017 è salito sul secondo gradino del podio nel 4 di coppia, con Jonathan Walton, John Collins e Graeme Thomas.
Agli europei di Glasgow 2018 ha conquistato il bronzo nel due di coppia, assieme a Harry Leask, mentre a quelli di Lucerna 2019 il bronzo nel quattro di coppia, con Jonathan Walton, Angus Groom e Peter Lambert.
Ha fatto la sua seconda apparizione olimpica a Tokyo 2020, dove ha vinto la medaglia d'argento nel quattro di coppia con i connazionali Angus Groom, Tom Barras e Harry Leask. Al termine dei Giochi si è ritirato dalla carriera agonistica.

## Palmarès
- Giochi olimpici estivi

Tokyo 2020: argento nel quattro di coppia;
- Mondiali

Sarasota 2017: argento nel 4 di coppia;
- Europei

Poznań 2015: bronzo nel 4 di coppia;
Glasgow 2018: bronzo nel 2 di coppia;
Lucerna 2019: bronzo nel 4 di coppia;